# Clarence Irving Lewis
Clarence Irving Lewis (* 12. April 1883 in Stoneham, Massachusetts; † 3. Februar 1964 in Cambridge, Massachusetts) war ein US-amerikanischer Logiker und Philosoph, der an der Harvard University Philosophie studiert hatte, u. a. beim Idealisten Josiah Royce.
Lewis wurde 1910 mit der Schrift The Place of Intuition in Knowledge promoviert. Er lehrte von 1911 bis 1919 an der University of California, Berkeley und von 1920 bis 1953 an der Harvard University. 1929 wurde er in die American Academy of Arts and Sciences gewählt.
Er kritisierte den Begriff der materialen Implikation in Russells und Whiteheads Principia Mathematica, den er für nichtmathematische Sachverhalte nicht anerkannte. 1929 verwendete er in seinem Buch Mind and the World Order den Begriff Qualia zum ersten Mal und führte ihn so als philosophischen Fachterminus ein.
Lewis begründete die axiomatische Modallogik. Seine Systeme S4 und S5 von 1932 wurden zu kanonischen Axiomensystemen der modernen Modallogik. Zudem erarbeitete Lewis eine Erkenntnis- und Werttheorie; ferner befasste er sich mit Fragen der Praktischen Philosophie.
Robert Paul Wolff zählte zu seinen Schülern.
Seine Söhne Andy Lewis (1925–2018) und David E. Lewis (1915–1981) waren als Drehbuchautoren tätig.

## Werke
- C.I. Lewis: A Survey of Symbolic Logic. Berkeley 1918, Reprint, New York 1960.
- C.I. Lewis, C.H. Langford: Symbolic Logic. New York 1959, korrigierter Reprint der Ausgabe 1932.
- C.I. Lewis: Mind and the World Order: Outline of a Theory of Knowledge. 1929, Reprint, Dover 1956.
- C.I. Lewis: An Analysis of Knowledge and Valuation. La Salle, Ill. 1946.
- C.I. Lewis: The Ground and Nature of Rights. New York, London 1955, 3. Auflage 1965.
- C.I. Lewis: Our Social Inheritance. Bloomington 1957.
- C.I. Lewis: Values and Imperatives. Studies in Ethics. Stanford 1969.